# Estimulació elèctrica transcutània
L'estimulació elèctrica transcutània (en anglès: Transcutaneous electrical nerve stimulation o TENS) o electroestimulació percutània (o transcutània) dels nervis és l'aplicació de corrent elèctric a través de la pell per controlar el dolor (APTA, 1990).
Consta d'una bateria, per tal de modular l'amplada de pols, la freqüència i la intensitat, i que es connecta a la pell amb dos o més elèctrodes.
Generalment la TENS aplica:
- Una alta freqüència (> 50 Hz) amb una intensitat per sota de la contracció motriu (intensitat sensorial), o
- Una baixa freqüència (<10 Hz) amb una intensitat que produeix la contracció motriu.

## Aplicacions
La TENS és un mètode no-invasiu, molt segur per reduir el dolor, tant agut com crònic. Encara que hi ha controvèrsia quant a la seva eficàcia en el tractament del dolor crònic, una sèrie de revisions sistemàtiques o meta-anàlisis han confirmat la seva eficàcia per al dolor postoperatori, l'artrosi i el dolor musculoesquelètic crònic. Per contra, els resultats de la Bone and Joint Decade 2000 - 2010 Task Force on Neck Pain no mostren un benefici clínicament significatiu per a la TENS per al tractament de la cervicàlgia en comparació amb el simulacre de tractament. Recents estudis clínics i meta-anàlisis suggereixen que és necessària una adequada intensitat d'ús en l'estimulació per obtenir l'analgèsia amb la TENS.
Estudis de ciència bàsica mostren que la TENS d'alta i baixa freqüències produeixen els seus efectes mitjançant l'activació dels receptors opioides en el sistema nerviós central.